# フィーバーボルテックス
フィーバーボルテックスIIは、1990年7月にSANKYOが開発、発売したルーレットをモチーフとしたルーレットドラム型デジパチ。

## 特徴
- 保留玉連荘タイプ。
- デジタルに同社初の「ドットマトリックス」を採用。リーチ時の停止2コマ前からスローになる動き（停止前に大当たりを察し易い）は人気となった。
- ルーレット型ドラムを採用し、ルーレットの出目とデジタルのゾロ目で大当たり。実際の仕組みとしてドラム自体はステッピングモータなどで制御されてはいなく（ランダムな出目となる）、ルーレット出目との差数をデジタル表示していた。そのため、出目の法則性などは存在しない。
- SANKYOのデジパチでは、大当たり時のおまけチャッカータイプの最後の機種である。（新要件機改正に伴うオマケの禁止）
- 新要件機版で、おまけチャッカーが廃止されアタッカー賞球15個、アタッカー開放16回に引き上げられたフィーバーボルテックスV（アタッカーの部品は共通だがおまけチャッカー部のゲージが変更され、アタッカー方向からはその左右のチャッカーに入賞できなくなっている）、ダイドー（現ビスティ）版のフィーバーボルテックスDIも存在した。